# Atucia bidensis
Atucia bidensis är en fjärilsart som beskrevs av William James Kaye 1919. Atucia bidensis ingår i släktet Atucia och familjen björnspinnare. Inga underarter finns listade i Catalogue of Life.